# Подмейска-Воля
Подме́йска-Во́ля (пол. Podmiejska Wola — село в Польше в сельской гмине Мехув Мехувского повята Малопольского воеводства.
Село располагается в 4 км от административного центра повята города Мехув и в 35 км от административного центра воеводства города Краков.
Население составляет ? человек (2006 год).
В 1975—1998 годах входило в состав Келецкого воеводства, административным центром которого являлся город Кельце (село находилось на территориях, находящихся рядом с территориями административно подчинённых Кракову). С 1999 входит в Малопольское воеводство (столица Краков).